# Тулба, Андрей Дмитриевич
Андрей Дмитриевич Тулба (27 ноября 1913 год, село Асенкритовка — 1983 год) — директор совхоза имени XXIII съезда КПСС Фёдоровского района Кустанайской области, Казахская ССР. Герой Социалистического Труда (1971).

## Биография
Родился в 1913 году в крестьянской семье в селе Асенкритовка (сегодня — Тарановский район Костанайской области). В 1934 году окончил рабфак в Троицке Челябинской области, после чего поступил в Троицкий ветеринарный институт, который окончил в 1938 году. Был призван на срочную службу в Красную Армию. В 1940—1941 годах — ветврач Челябинского треста конных заводов. Участвовал в Великой Отечественной войне дивизионным ветврачом 19 стрелковой дивизии. После демобилизации в 1946 году возвратился в Казахстан, где был назначен директором созданного на базе Джаркульской МТС совхоза имени XXIII съезда КПСС Фёдоровского района в селе Фёдоровка.
Вывел совхоз в число передовых сельскохозяйственных предприятий Фёдоровского района. Указом Президиума Верховного Совета СССР «О присвоении звания Героя социалистического Труда передовикам сельского хозяйства Казахской ССР» от 8 апреля 1971 года за выдающиеся успехи, достигнутые в развитии сельскохозяйственного производства и выполнении пятилетнего плана продажи государству продуктов земледелия и животноводства удостоен звания Героя Социалистического Труда с вручением ордена Ленина и золотой медали «Серп и Молот».
Скончался в 1983 году.
Сочинения
- По велению времени [Текст] : [О совхозе им. XXIII съезда КПСС Федоров. р-на]. — Алма-Ата : Кайнар, 1974. — 112 с. : ил.; 16 см.

## Награды
- Орден Ленина
- Орден Красной Звезды[2]